# Talles Silva
Talles Silva, född 20 augusti 1991, är en friidrottare från Brasilien. Han deltog vid olympiska sommarspelen 2016.